# 车庆明
车庆明（1958年11月17日—2021年2月2日），男，汉族，中国药学家，曾任北京大学药学院天然药学系教授，药典委员会委员。